# Espère
Espère är en kommun i departementet Lot i regionen Occitanien i södra Frankrike. Kommunen ligger i kantonen Cahors-Nord-Ouest som tillhör arrondissementet Cahors. År 2022 hade Espère 987 invånare.

## Befolkningsutveckling
Antalet invånare i kommunen Espère
| Referens: INSEE |